# Xã Prosper, Quận Lake of the Woods, Minnesota
Xã Prosper (tiếng Anh: Prosper Township) là một xã thuộc quận Lake of the Woods, tiểu bang Minnesota, Hoa Kỳ. Năm 2010, dân số của xã này là 164 người.